# Jake Shimabukuro
Jake Shimabukuro, född 3 november 1976 i Honolulu, Hawaii, är en ukulele-virtuos känd för sina blixtsnabba fingrar. Han kombinerar element från jazz, rock, pop och hawaiiansk musik.

## Diskografi
- Sunday Morning (2002)
- Crosscurrent (2003)
- Walking Down Rainhill (2004)
- Dragon (2005)
- Gently Weeps (2006)
- Hula Girls (2007) (film soundtrack)
- My Life (2007)
- Live (2009)
- Peace Love Ukulele (2011)
- Grand Ukulele (2012)

## Fotnoter
1. ↑  Česko-Slovenská filmová databáze, 2001, ČSFD person-ID: 345100.[källa från Wikidata]
2. ↑  Tjeckiska nationalbibliotekets databas, NKC-ID: xx0207646, läst: 17 december 2022.[källa från Wikidata]